# Obereopsis assimilis
Obereopsis assimilis là một loài bọ cánh cứng trong họ Cerambycidae.